# Будинок, у якому жив Г. С. Сковорода (Бабаї)
Маєток Щерби́ніна, флігель, колишній будинок священника Якова Правицького або Садиба Сковороди чи Садибний дім Правицьких — будинок та садиба в селищі Бабаї Харківського району, де у 1770-х роках мешкав відомий український філософ і педагог Григорій Сковорода та створив тут півтора десятки творів своїх легендарних «Байок Харківських». Будівля перебуває в дуже аварійному стані.

## Історія
Перший, ще дерев'яний, будинок садиби зведений в 1760-ті роки, тоді ж був закладений сад. У 1780-ті роки багатий бабаївський поміщик Петро Щербинін збудував муровану Архангело-Михайлівську церков, а перетворив сад на регулярний парк, зв'язаний з лісовим угіддям. У ті ж роки в садибі збудовано оранжерею, де серед іншого зрощувалась велика кількість ананасів. Імовірно, архітектором всіх цих перетворень був Йоган Віганд.
За іншою інформацією кам'яний будинок у середині XVIII століття збудовано на кошти багатого землевласника Петра Щербиніна. Існує також версія, що Щербинін прибудував свій маєток до флігеля, де жив священник і учень філософа Яків Правицький — настоятель Архангело-Михайлівської церкви в Бабаях Харківського району. Вони були приятелями по Київській академії. Григорій Сковорода товаришував з обома, гостював у будинку, тут створив збірку «Байки Харківські». Зокрема, в одному з листів до «люб'язного друга» Панаса Панкова, філософ повідомив, що перебував у Бабаях: раніше написав 15 байок, а тут «умножил ониє в половіну». Також тут він написав дві філософські праці: «Діалог, або Розмова про давній світ» та «Розмова п'яти подорожніх про істинне щастя в житті». Григорій Сковорода був дуже вдячний Петру Щербиніну, який йому допоміг влаштуватися до Харківського колегіуму.
Садибу Правицьких на початку ХІХ ст. продали його спадкоємці дворянському роду Щербиніних, які володіли місцевими землями. У 1820-ті роки дійсний статський радник Олександр Щербинін збудував новий кам'яний садибний дім та істотно розширив економічний двір. У 1820—1830-х роках у Щербиніних тут гостювали брат російського письменника Олександра Пушкіна Лев Сергійович, товариш поета барон Антон Дельвіг. Згодом будинок зберігався завдяки перебуванню в ньому Григорія Сковороди. У своїй садибі Щербиніни залишили сімейний архів, про який згадували історики початку ХХ ст., коли вся садиба належала Флоттам.
У радянський час у садибі була контора місцевого колгоспу «Червоний партизан». Згодом до садиби заселили жителів Бабаїв. Однак й надалі будівля належить КСП «Червоний партизан». У 2005 році директорка Харківського музею керамічної плитки та сантехніки Софія Проскура (фірма «Техногрес») перевезла плитку зі старовинної печі цього будинку до свого музею, щоб кераміка таким чином не була назавжди втрачена у садибі, яка руйнується. Місцеве управління культури залишило запити без відповіді, а голова КСП «Червоний партизан», на балансі якого перебуває будинок, дав згоду на вивезення керамічної плитки.
На початку XXI століття у лівій стороні й далі живуть люди, хоча вона перебуває в аварійному стані. Права сторона пустує, вона декілька разів горіла, тому вщент зруйнована.
На відновлення споруди з обласного бюджету чотири рази Бабаївській селищній раді виділялися кошти, проте жодного разу садибу Сковороди не реконструювали, і вона далі руйнується. Кошти виділялися наприкінці року, тому місцева влада не встигала їх реалізувати, і вони поверталися в обласний бюджет. Станом на 2021 рік вартість реставраційних робіт становила 8,5 мільйона гривень. У червні 2021 року на сесії харківської облради виділили кошти на відновлення споруди. Потім оголосили тендер на проведення консерваційно-аварійних робіт. Харківські архітектори підготували проєкт цих робіт.
19 жовтня 2021 року Харківський окружний адміністративний суд задовольнив позов обласної прокуратури до Височанської селищної ради щодо неналежного утримання цієї садиби у Бабаях. Цим рішення суд зобов'язав селищну раду: виконати умови охоронного договору від 26.12.2016 № 17, зокрема: «привести до належного санітарного, протипожежного та технічного стану об'єкт культурної спадщини — пам'ятку місцевого значення … шляхом здійснення протиаварійних, консерваційних, реставраційних, ремонтних робіт». Прокурор Максим Клиновець у позові зазначав, що селищна рада не виконала умови охоронного договору, «що може привести до руйнування [садиби] у разі їх неусунення».
У 2020—2021 роках неодноразово виділялися кошти для розроблення проєктної документації на проведення першочергових протиаварійних та консерваційних робіт. Височанський селищний голова повідомляв Департамент, що у садибі мешкають люди, та «проводиться робота щодо їх розселення». Департамент культури та туризму позов прокуратури підтримав

## Опис
Садиба Щербиніних у Бабаях являє собою суміш декількох різних стилів. Разом з першим дерев'яним будинком, зведеним у 1760-ті роки,  заклали сад. У 1780-ті роки розпланували регулярний парк, зв'язаний з лісовими угіддями. Розбито доріжки, одна з яких вела до невеликих лісових озер-ставків. У 1780-ті роки в садибі збудовано оранжерею. У 1820-тих роках Щербиніни розширили економічний двір та звели новий кам'яний будинок, а також службові приміщення, домову церкву. Окрім будинку Правицьких в Бабаях збережені також у занедбаеному стані службові будівлі, частково домова церква та дерев'яний сарай (конюшні) та винний льох бід будинком.
На початку 1970-х років будинку Правицьких надали статусу пам'ятки місцевого значення та взятий під охорону держави (охоронний номер 1435). З 2008 року вона входить до переліку пам'яток культурної спадщини, що не підлягають приватизації.
На стіні будинку встановлена меморіальна табличка з підписом "У цій садибі в 70-х роках 18 ст. жив видатний український філософ, письменник-демократ Григорій Савич Сковорода. Тут написані «Байки Харківські».

## У культурі
У жовтні 2021 року волонтери зняли аматорський фільм про цю садибу — «Сковорода у Бабаях. Мрії». Головна мета — намагання привернути увагу до історичної пам'ятки та врятувати її від руйнування.